# توم كوين (لاعب كرة قدم أسترالية)
توم كوين (بالإنجليزية: Tom Quinn)‏ هو لاعب كرة قدم أسترالية أسترالي، ولد في 31 أكتوبر 1947.

## وصلات خارجية
- توم كوين على موقع AustralianFootball.com (الإنجليزية)
- توم كوين على موقع AFLtables.com (الإنجليزية)